# Єва Браун
Є́ва А́нна Па́ула Бра́ун (нім. Eva Anna Paula Braun; в останній день життя — Єва Гітлер, нім. Eva Hitler; 6 лютого 1912, Мюнхен — 30 квітня 1945, Берлін) — німецька фотографка та модель, коханка лідера Нацистської Німеччини Адольфа Гітлера, в останній день життя його дружина. Фотографка за фахом, Єва Браун була поруч з лідером нацистів протягом багатьох років, ще із знайомства у Мюнхені у 1932 році, залишила багато знімків Гітлера і його оточення. Перед падінням Берліна, у квітні 1945 року одружилася з Гітлером і разом з ним вчинила самогубство.

## Біографія

### Ранні роки життя
Єва Браун народилася у Мюнхені у родині шкільного вчителя Фрідріха Брауна і Франциски Кронбергер, яка до шлюбу працювала швачкою. Єва була другою дитиною, крім неї батьки ще мали старшу доньку Ільзу і наймолодшу доньку Маргарет (Гретль). Під час гострої фінансової кризи на початку 1920-х років Батьки Браун розлучилися в квітні 1921 року, але знову зійшлися у листопаді 1922 року. 
Єва навчалася у католицькому ліцеї в Мюнхені, а пізніше провчилася один рік у бізнес-школі при місцевому монастирі. Коли їй виповнилося 17 років, у Мюнхені вона влаштувалася працювати у Генріха Гофмана, офіційного фотографа нацистської партії. У нього вона спочатку працювала помічницею у студії і продавчинею, але пізніше сама навчилася фотографувати і робити фотографії. Саме тут у жовтні 1929 року вона познайомилася з Адольфом Гітлером, який користувався послугами фотографа. Лідер нацистів на той час мав іншу коханку — Гелі Раубаль, з якою жив на окремій квартирі в Мюнхені. Після того, як 18 вересня 1931 року Раубаль несподівано скоїла самогубство, Гітлер і Єва Браун почали бачитися частіше. Браун була закохана у Гітлера, але той не відповідав їй взаємністю, отже у відчаї Єва намагалася теж застрелитися із пістолета, щоб, як вважають історики, здобути прихильність Гітлера. Коли Єва Браун одужувала від вогнепального поранення, Гітлер був біля неї, і незабаром вони вже мали близькі стосунки.

### Стосунки з Гітлером
Хоча на той час Єві було лише 17 років, а Гітлеру 40, у 1929 році вони познайомилися і невдовзі стали коханцями. Єва проводила багато часу в його мюнхенській квартирі, коли Гітлер був у місті. Тим часом, починаючи з 1933 року Гоффман вже використовував її як свого фотографа, і вона часто подорожувала разом з Гітлером як офіційний фотограф НСДАП. За деякими даними, Єва намагалася вчинити самогубство вдруге у травні 1935 року. У Гітлера не було часу для неї, і у розпачі Браун вжила дуже велику дозу снодійного, але вижила. У серпні того ж року вона переїхала до квартири у Мюнхені, яку їй забезпечив Гітлер і пізніше, у 1936 році її з сестрою запрошували до резиденції фюрера у Берґгофі, неподалік від Берхтесгадена. У новозбудованому комплексі Рейхсканцелярії Браун також виділили окремі апартаменти. За свідченням Альберта Шпеера, Єва Браун ніколи не ночувала разом з Гітлером, завжди у власних апартаментах у Берґгофі та у Рейхсканцелярії.

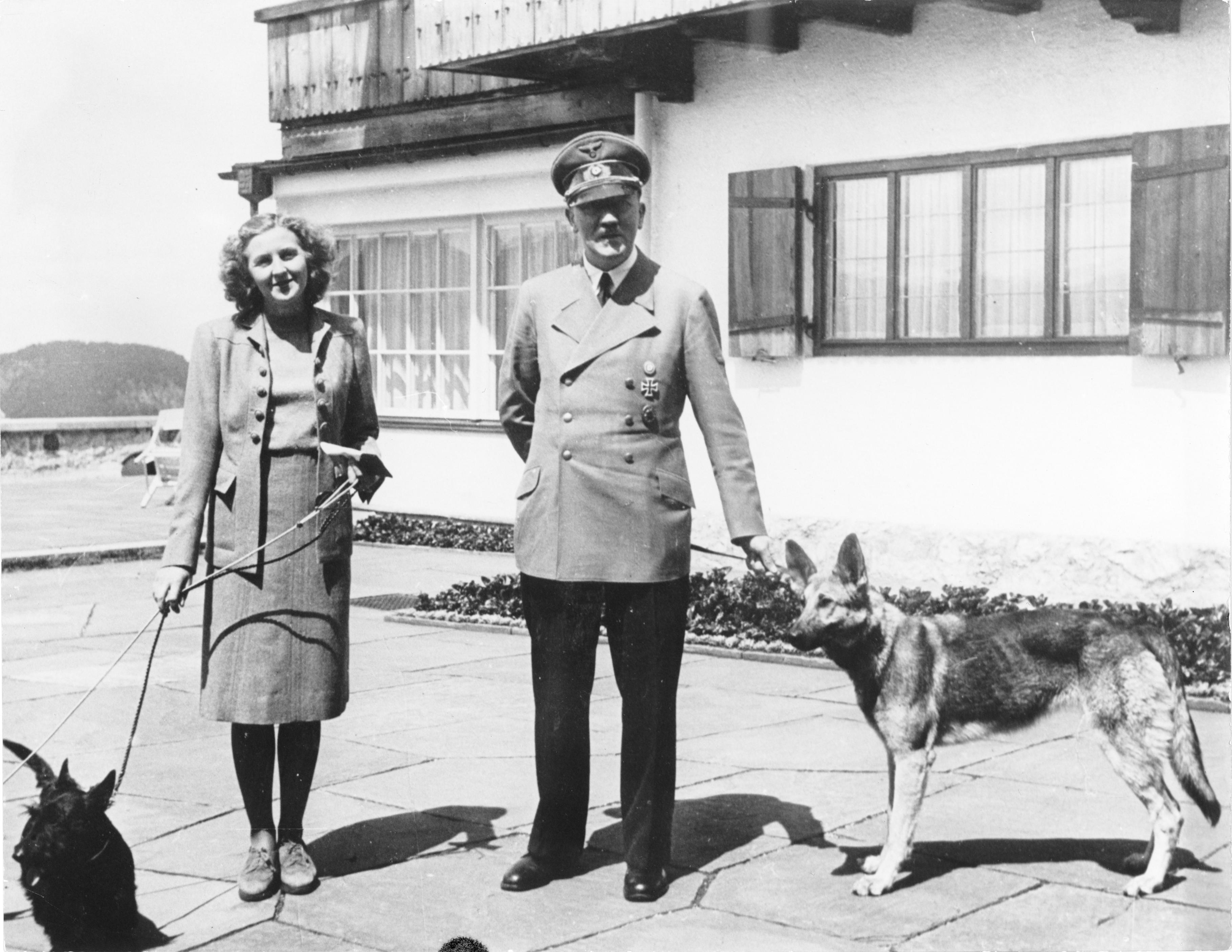
Єва Браун і Адольф Гітлер у резиденції Берґгоф 14 червня 1942 року

Єва Браун роками була поруч з Гітлером, однак, громадськість нічого не знала про їхні стосунки. Гітлер залишався холостяком, оскільки це відповідало образові борця-аскета, повністю відданого Німеччині, а також сподівався скористатися прихильністю інших жінок у своїй політичній боротьбі. Браун вперше з'явилася на публіці поруч з ним тільки під час Олімпійських ігор 1936 року, але про стосунки Гітлера і Браун німці дізналися лише після їх смерті. Єва Браун також не цікавилася політикою, навіть не входила до нацистської партії. Колом її зацікавлень були спорт, мода і кінематограф. Як фотографка вона залишила велику кількість унікальних знімків та кінокадрів Гітлера і його оточення. У червні 1944 року сестра Єви Гретль одружилася з офіцером зв'язку у ставці Гітлера, що дозволило Єві як своячці з'являтися частіше у ставці фюрера і у Берґгофі.
Резиденція Берґгоф була розташована на горі Оберзальцберг, і її будівництво завершилося до 1936 року. Єва Браун мешкала у той час у Мюнхені і приїздила туди, коли там був фюрер. За спогадами камердинера Гітлера Гайнца Лінґе, Гітлер і Браун мешкали в окремих спальнях, але вечори часто проводили наодинці разом. У Берґгофі Єва Браун узяла на себе обов'язки господині, вітала відвідувачів й іноді запрошувала до себе друзів і членів сім'ї, хоча й не займалася суто господарськими питаннями.

### Шлюб і смерть
На початку квітня 1945 року Єва Браун переїхала з Мюнхена до Берліна, щоб бути поруч з Гітлером. Коли Червона армія наблизилася до столиці і їй запропонували вибратися з бункера і врятуватися, вона навідріз відмовилася і вирішила розділити долю Гітлера. Після півночі в ніч на 28–29 квітня, 1945 року Гітлер і Браун одружились під час приватної цивільної церемонії в бункері. Свідками під час одруження були Йозеф Геббельс та Мартін Борман. Після шлюбу Єва Браун вперше підписалася у шлюбному свідоцтві як Єва Гітлер.
30 квітня 1945 року Гітлер і його дружина вирішили покінчити життя самогубством. Після прощання із присутніми, у другій половині дня камердинер Гітлера Гайнц Лінге почув постріл і, зайшовши через декілька хвилин до апартаментів фюрера, знайшов мертві тіла Гітлера і Браун на дивані. Єва Браун померла від отруєння ціанідом, а Гітлер від пострілу в праву скроню з пістолета. Далі трупи Гітлера і його дружини винесли у сад рейхсканцелярії і спалили. Останки Єви Браун і Адольфа Гітлера пізніше знайшли працівники СМЕРШу і перепоховали їх в іншому місці, а у 1970 році остаточно знищили.